# Універсальні десантні кораблі типу «Канберра»
Тип «Канберра» — два універсальні десантні кораблі, побудованих для Королівського флоту Австралії (RAN). 

## Контекст появи та конструкція
Планування модернізації десантного флоту ВМС почалося у 2000 році на основі австралійського досвіду керівництва миротворчою операцією Міжнародних сил у Східному Тиморі. З політикою збільшення витрат на ВМС Австралії виникло прагнення сформувати передові військової спроможності для висадки та підтримки військ на території Азії. Таких спроможностей ніколи не існувало в історії Австралії, навіть за наявності старих легких авіаносців типу «Маджестік» у 1970-х роках. У 2004 році французьку компанію Direction des Constructions Navales та іспанську компанію Navantia запросили до участі в тендері, причому французи запропонували універсальні десантні кораблі типу «Містраль», а Navantia запропонувала проєкт «Buque de Proyección Estratégica» (на основі якого пізніше був побудований «Хуан Карлос I»). У 2007 році було обрано іспанський проєкт, причому Navantia відповідала за будівництво кораблів від кіля до польотної палуби, а BAE Systems Australia займалася виготовленням бойових систем і систем зв'язку. Нарешті компанія Siemens (Німеччина) поставила та встановила обладнання для управління польотами.
Це найбільші судна, які коли-небудь експлуатувалися ВМС Австралії з водотоннажністю 27 500 тонн. Хоча кораблі можуть бути пристосовані для базування літаків, наразі вони оперують лише вертольотами.    

## Будівництво та служба
Будівництво першого корабля, HMAS Canberra, який розпочався наприкінці 2008 року, корпус був спущений на воду на початку 2011 року, а ходові випробування відбулися на початку 2014 року. «Канберра» була введена в експлуатацію в листопаді 2014 року. Роботи на другому судні, HMAS Adelaide, розпочато на початку 2010 року. «Аделаїда» була введена в експлуатацію в грудні 2015 року.     
Кораблі базуються на східній базі флоту в Сіднеї (що викликало скарги мешканців поблизу на шум машин, вихлопні гази та заблокований огляд) і регулярно будуть діятимуть з Таунсвілла, розташування казарм Лаварак, де базується 3-тя бригада австралійської армії. На додачу до того, що один із піхотних батальйонів 3-ї бригади, 2-й батальйон Королівського австралійського полку (2 RAR), розташований у Північному Квінсленді, географічно ближчому Азії та низки островів Тихого океану, був обраний спеціалізованим десантним піхотним батальйоном армії.